# Passiflora hirtiflora
Passiflora hirtiflora P. Jørg. & Holm-Niels. – gatunek rośliny z rodziny męczennicowatych (Passifloraceae Juss. ex Kunth in Humb.). Występuje endemicznie we wschodnim Ekwadorze.

## Rozmieszczenie geograficzne
Rośnie endemicznie we wschodnim Ekwadorze w prowincji Napo.

## Morfologia
PokrójPnącze.

## Biologia i ekologia
Występuje w niższych lasach andyjskich na wysokości 1200–2000 m n.p.m. Gatunek jest znany z dwóch subpopulacji, które znajdują się w pobliżu Parku Narodowego Sumaco Napo Galeras. Pierwsza subpopulacja znajduje się przy drodze z miasta Cosanga do Archidony, droga natomiast przy drodze z Hollín do Loreto. 

## Ochrona
W Czerwonej księdze gatunków zagrożonych został zaliczony do kategorii VU – gatunków narażonych na wyginięcie. Jedynym zagrożeniem jest niszczenie naturalnych siedlisk.